# Bahnhof West Palm Beach
West Palm Beach ist ein Bahnhof im Regional- und Fernverkehr an der Eisenbahnstrecke von Mangonia Park zum Flughafen Miami. Er befindet sich in West Palm Beach im Palm Beach County, Florida. Der Bahnhof wurde 1925 eröffnet.

## Geschichte
Der Bahnhof wurde im Jahr 1925 durch den Architekten Philips Clarke fertiggestellt, der für die Gestaltung aller Stationen der Seaboard Air Line Railroad in Florida zuständig war. West Palm Beach wurde im Stile des spanischen Barock errichtet. Der Bahnhof wurde bis 1953 unter anderem von dem Luxus-Reisezug Orange Blossom Special angefahren. Der Silver Meteor, der 1971 von der Amtrak übernommen wurde, bedient seit 1939 den Bahnhof. Neben dem Silver Meteor hält heute auch der Silver Star in West Palm Beach. Von 1989 bis 1998 war der Bahnhof zudem der nördliche Endpunkt des Regionalverkehrs der Tri-Rail aus Richtung Miami. Die Verbindung wurde danach weiter bis Mangonia Park verlängert.
Am 19. Juni 1973 wurde der Bahnhof in das National Register of Historic Places aufgenommen.

## Anbindung
In West Palm Beach halten sowohl die Regionalzüge der Tri-Rail als auch die Fernzüge der Amtrak. Im Nahverkehr wird die Station von Bussen des Countys (Palm Tran) bedient. Der Bahnhof befindet sich direkt westlich der Interstate 95 sowie nördlich der Florida State Road 704.

### Schiene
| Linie         | Laufweg                                                                             |
| ------------- | ----------------------------------------------------------------------------------- |
| Silver Star   | Miami Airport – … – Delray Beach – West Palm Beach – Okeechobee – … – New York City |
| Silver Meteor | Miami Airport – … – Delray Beach – West Palm Beach – Sebring – … – New York City    |
|               | Miami Airport – … – Lake Worth – West Palm Beach – Mangonia Park                    |

### Palm Tran
| Nummer | Verlauf                                                                                          | Karte | Anmerkungen    |
| ------ | ------------------------------------------------------------------------------------------------ | ----- | -------------- |
| 1      | Palm Beach Gardens ↔ Boca Raton via Dixie Highway (US 1)                                         | #1    |                |
| 2      | Palm Beach Gardens ↔ Boca Raton via Congress Ave (SR 807)                                        | #2    |                |
| 31     | West Palm Beach Cross-town via 45th Street                                                       | #31   |                |
| 40     | Downtown West Palm Beach ↔ Wellington oder Belle Glade via SR 80 und South Congress Ave (SR 807) | #40   |                |
| 41     | Downtown West Palm Beach ↔ Palm Beach Inlet                                                      | #41   |                |
| 43     | Downtown West Palm Beach ↔ The Mall at Wellington Green via Okeechobee Blvd (US 27)              | #43   |                |
| 44     | West Palm Beach Crosstown (Downtown West Palm Beach ↔ Lake Point Center via Belvedere Road)      | #44   |                |
| 45     | Downtown West Palm Beach ↔ Lake Clarke Shores via Parker, Lake und Florida Mango                 | #45   | außer sonntags |
| 49     | Downtown West Palm Beach ↔ Executive Center                                                      | #49   |                |